# 南泳臣
南 泳臣（ナム・ヨンシン,なん えいしん、1962年11月13日- ）は、大韓民国の軍人。第49代陸軍参謀総長。特殊戦司令官、国軍機務司令官、初代軍事安保支援司令官、第2代陸軍地上作戦司令官などを歴任。韓国陸軍で特殊戦の専門家として知られ、初代軍事安保司令官として改革を進めた。

## 経歴
1962年に慶尚南道蔚山市(蔚山広域市)で生まれた。1985年に陸軍学生軍事学校(学士23期)を卒業し、少尉に任官された。その後、第7空輸特戦旅団長、第2作戦司令部動員戦力処長、陸軍学生軍事学校教授部長、第3歩兵師団師団長などを歴任した。2017年に非陸軍士官学校出身として、初めて特殊戦司令官に任命された。
2018年には不祥事の為に更迭された李錫九の後任として、文在寅大統領によって国軍機務司令官に任命された。8月6日に機務司令部を解体して軍事安保支援司令部を創設することが決定され、南は創設準備団長に就いた。9月1日に軍事安保支援司令部が発足し、初代司令官に就いた。
2019年4月8日には、大将に昇進し、第2代陸軍地上作戦司令官に任命された。同年12月に事前通知を行わずに江原道の非武装地帯を訪問したことを、国連軍司令部から問題視された。2020年9月23日に陸軍士官学校以外を卒業した将軍として初めて陸軍参謀総長に任命された。10月16日には光州事件に軍が介入したことに陸軍参謀総長として初めて謝罪した。